# Odlum Brown Vanopen 2012
Die Odlum Brown Vanopen 2012 waren ein Tennisturnier der ATP Challenger Tour 2012 für Herren und ein Tennisturnier des ITF Women’s Circuit 2012 für Damen in Vancouver. Sie fanden zeitgleich vom 30. Juli bis 5. August 2012 statt.